# Красиво (песня)
Красиво — песня украинской певицы Тины Кароль, выпущенная 2 апреля 2021 года. Композиция является синглом и входит в студийный альбома «Красиво».

## Описание
«Красиво» — является заглавным треком нового одноимённого альбома Тины Кароль. Как уже было понятно по «скандальному» синглу «Скандал», Тина Кароль делает попытку смены жанра, потому «Красиво» пронизан электронными семплами. В новой работе, Кароль передаёт слушателям состояние влюбленности и неприкрытое кокетство.
«Красиво» - это ода смелой девушки, которая любит только потому, что таков её выбор.говорит Тина Кароль
Ранее Тина Кароль ошеломила публику, представ полностью обнаженной и с питоном на шее. Таким оригинальным образом артистка анонсировала выход клипа на трек «Красиво». Многие отметили, что Тина «зазвучала по-новому».
Альбом «Красиво» покорил стриминговые чарты Украины, Азербайджана, Беларусь и Грузии, а также Казахстана, откуда певица недавно вернулась из промо-тура в его поддержку.

## Видео
Премьера видео состоялась 1 июля 2021 года на официальном YouTube канале исполнительницы.
Режиссёром видеоработы стал Indy Hait. Именно он предложил идею, где действие происходит в лифте. Певица зашла в него в строгом образе, однако уже во время движения лифта сорвала с себя костюм и начала танцевать.
Лифт сперва крутится вокруг своей оси, а потом зависает между этажами в невесомости. Певица продемонстрировала состояние влюблённости, а также не скрывала кокетства.
“Движение лифта символизирует подъём наших чувств, когда мы слепо влюбляемся. Песня "Красиво" – это ода смелой девушки, которая любит только потому, что таков её выбор”, – написала в своём Инстаграм Тина Кароль.
В клипе Тина Кароль исполняет сложные хореографические движения в туфлях на роликах. Это туфли на высоком каблуке, которые закреплены на платформе роликов. Именно это значительно усложняет хореографию и делает её сексуальнее.

## Список композиций
Все тексты написаны Аркадием Александровым и Тиной Кароль, вся музыка написана Аркадием Александровым и Тиной Кароль.
| №                   | Название                | Длительность |
| ------------------- | ----------------------- | ------------ |
| 1.                  | «Красиво»               | 3:16         |
| 2.                  | «Красиво (IKSIY Remix)» | 2:48         |
| 3.                  | «Красиво (Live)»        | 3:31         |
| Общая длительность: | Общая длительность:     | 9:35         |

## Текст
Текст песни «Красиво»
Из сгоревших надежд
Сделан из пепла
Теперь меня режешь при всех
А я тебе не прощу это
А я не отпущу это, нет
Пускай мне будет больно, больно за нас
Еще разок тебя вдохну про запас
Теряю время суток — не в этом суть
Все равно обычно мне не уснуть
В тебе все сводит меня с ума
Сводит меня с ума красиво
Сводит меня с ума
Сводит меня с ума красиво
Ты сам выдумал это
И нашел во мне брешь
А я замерзла в одежде
В красивой одежде надежд
А я тебе не прощу это

## Чарты

### Еженедельные чарты
| Чарт (2021)                                | Высшая позиция |
| ------------------------------------------ | -------------- |
| Киев (TopHit City & Country Radio Hits)    | 48             |
| СНГ (TopHit Radio Hits)                    | 175            |
| Украина (TopHit City & Country Radio Hits) | 35             |
| Украина (TopHit Radio & YouTube Hits)      | 30             |
| Украина (TopHit YouTube Hits)              | 34             |

## История релиза
| Регион | Дата          | Формат                      | Версия  | Лейбл      | Прим.  |
| ------ | ------------- | --------------------------- | ------- | ---------- | ------ |
| Мир    | 2 апреля 2021 | Цифровая загрузка, стриминг | русская | Баз лейбла | [ 17 ] |
| СНГ    | 2 апреля 2021 | Радиоротация                | русская | Баз лейбла | [ 18 ] |